# Diploknema butyraceoides
Diploknema butyraceoides là một loài thực vật có hoa trong họ Hồng xiêm. Loài này được (M.B.Scott) H.J.Lam mô tả khoa học đầu tiên năm 1927.